# Спіанада (Керкіра)
Спіанада (Еспланада) — це найбільша площа Греція, розташована в місті Керкіра на острові Керкіра (Корфу) (грец. Σπιανάδα, грецька вимова: [spi.aˈna.ða] «еспланада»). Площа розташована між Старою фортецею і старим містом.

## Історія
До XIX століття територія нинішньої площі була пустирем і використовувалася для оборони міста. Венеційці відкрили Спіанаду як додатковий захисний простір перед Старою фортецею. Спіанада простягалася до 1/3 поселення, яке існувало на той час. Площа обмежувалась «амфітеатром» міських кварталів між двома фортецями, на пагорбах Кампельйо, Святих отців та святого Афанасія.
На початку 19 століття розпочалось будівництво Палацу святих Михайла та Георгія, забудова кварталу Лістон (між 1807–1814 роками) з низкою кафе та ресторанів, що сформувало нинішній вигляд площі. Під час французького управління островом у 19 столітті на площі закладено міський парк у стилі Королівських садів Європи з великою кількістю зелені і затишними алеями.
Велика площа Спіанади сприяла формуванню конкретної міської ідентичності та вплинула на громадське життя Керкіри (Корфу). Незвична для Греції Спіанада виділяється на тлі моря. На площі наразі поєднуються торгівля, відпочинок, громадські заходи та проводяться важливі події міста.

## Об'єкти, розташовані на площі
На площі розташований пам'ятник Іоанн Каподистрія, який був уродженцем Керкіри і першим президентом Греції. Також тут розташований перистиль генералу Томасу Мейтленду (перший Верховний комісар Британії на острові). Перистил як тип пам'ятника був дуже популярним у той час. Це робота англійського військового інженера Г. Вітмора. Біля фонтану розташований мармуровий пам'ятник, присвячений об'єднанню острова Корфу і Греції (Monument of the Union of the Eptanisa також відомий як Сім островів або Іонічні острови), на якому розміщені зображення Іонічних островів.
Перед мостом, який веде до Старої фортеці, є статуї маршала Шуленбурга (Mathias von der Schulenburg), який захищав місто в облозі турками в 1716 році, та Федеріка Норта (лорда Гілфорда), (1766–1827), який жив на острові і залишив після себе велику роботу насамперед з точки зору мистецтва. Мармурова статуя Шуленбурга є роботою скульптора Антоніо Горрадіні.
Перед палацом святих Михайла та Георгія стоїть бронзова статуя лорда Фредеріка Адама (роботи скульптора Павлоса Просалентіса), одного з відомих англійських комісарів, який доклав багато зусиль для забезпечення міста водою. Характерний рух руки статуї до води, що падає в маленьке озеро, стосується важливої технічної роботи англійського комісара в місті.
Щорічно в літній період на площі проводиться турнір із крикету, який став популярним у період британського правління (1814-1864 роки). Також на площі часто відбуваються концерти та інші заходи.

## Галерея

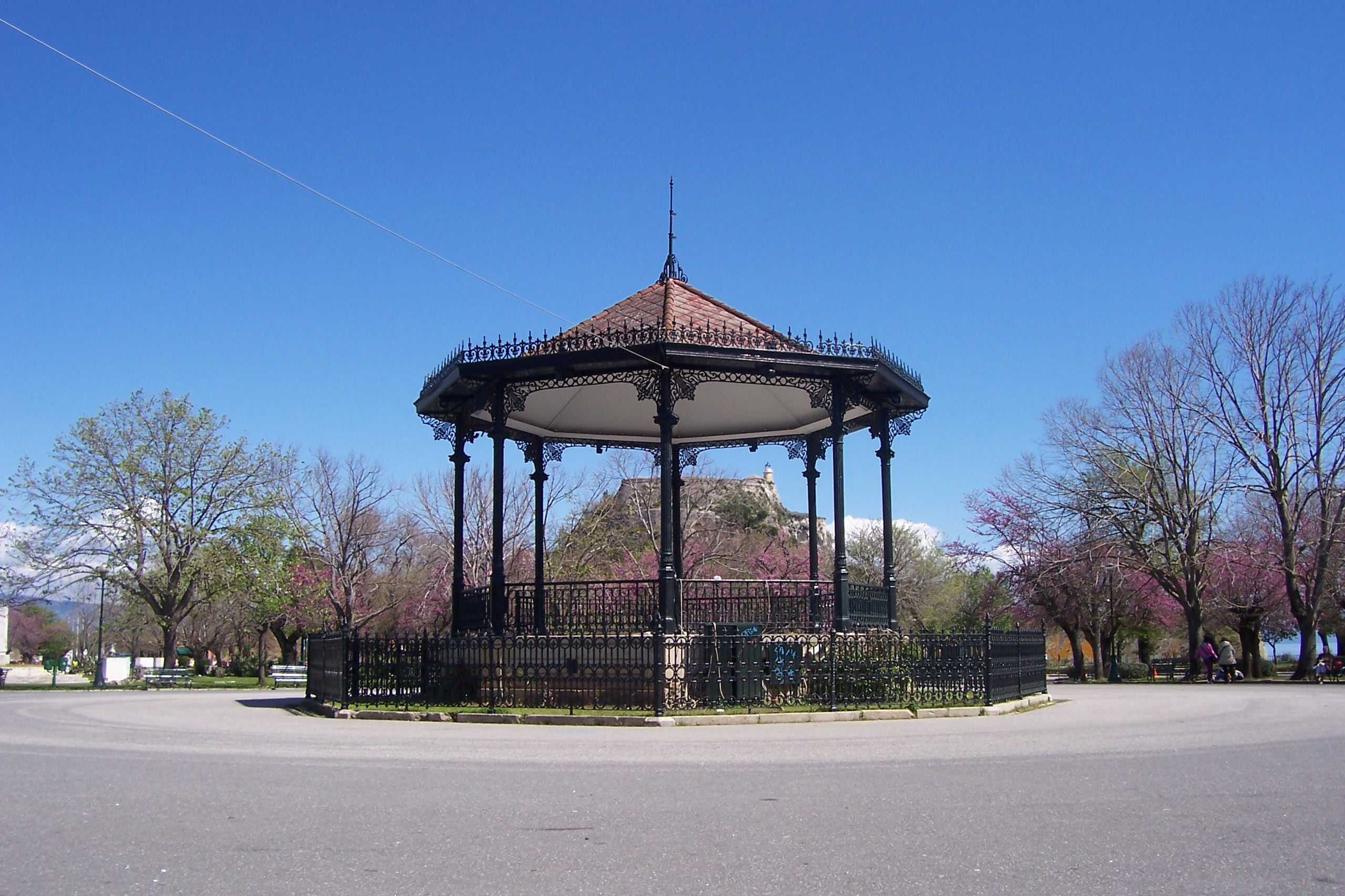
Альтанка, на дальньому тлі Стара фортеця
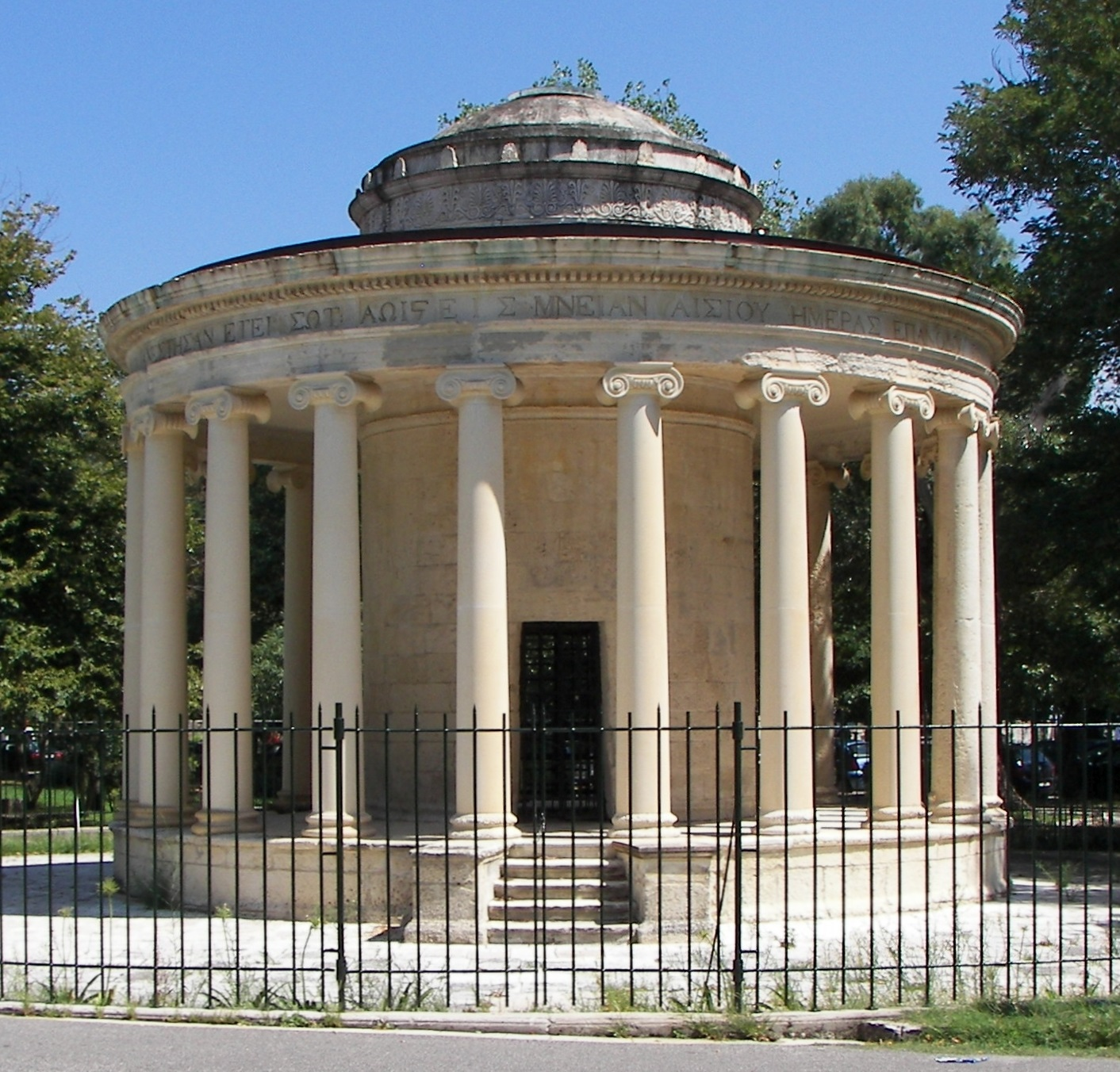
Пам'ятник Мейтленду
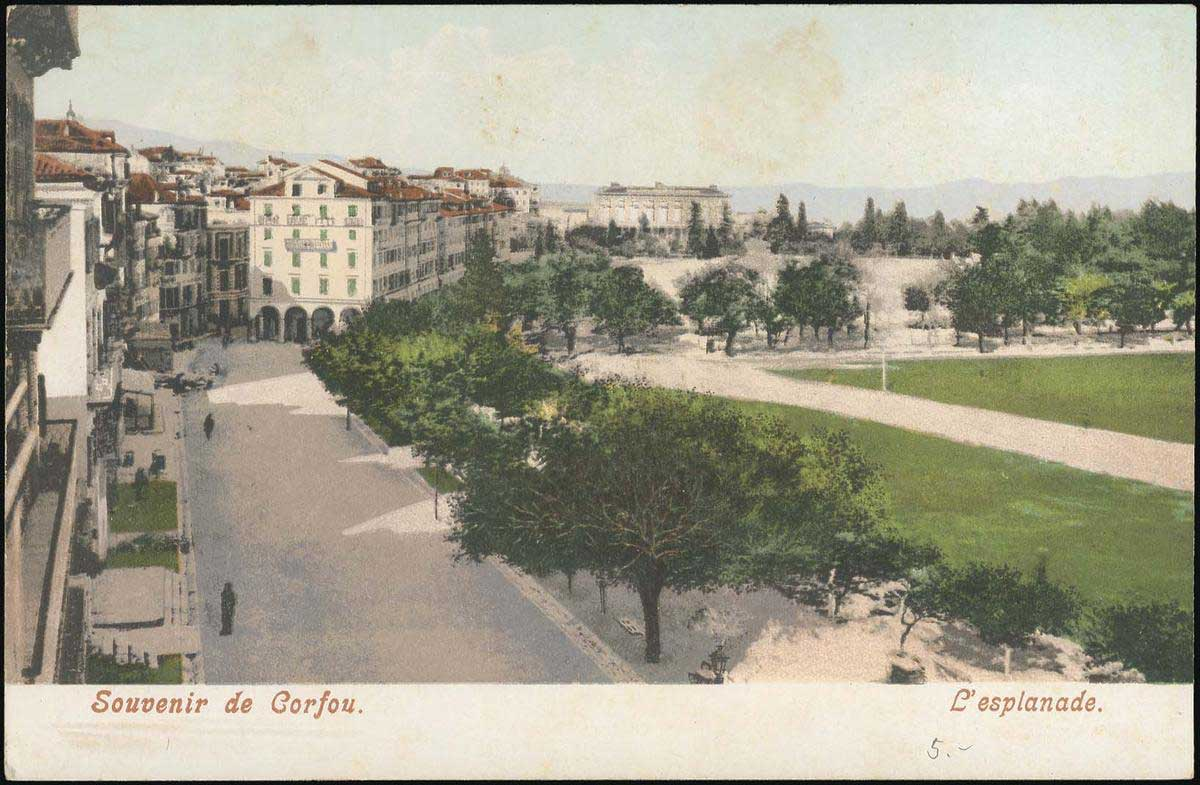
Спіанада на листівці
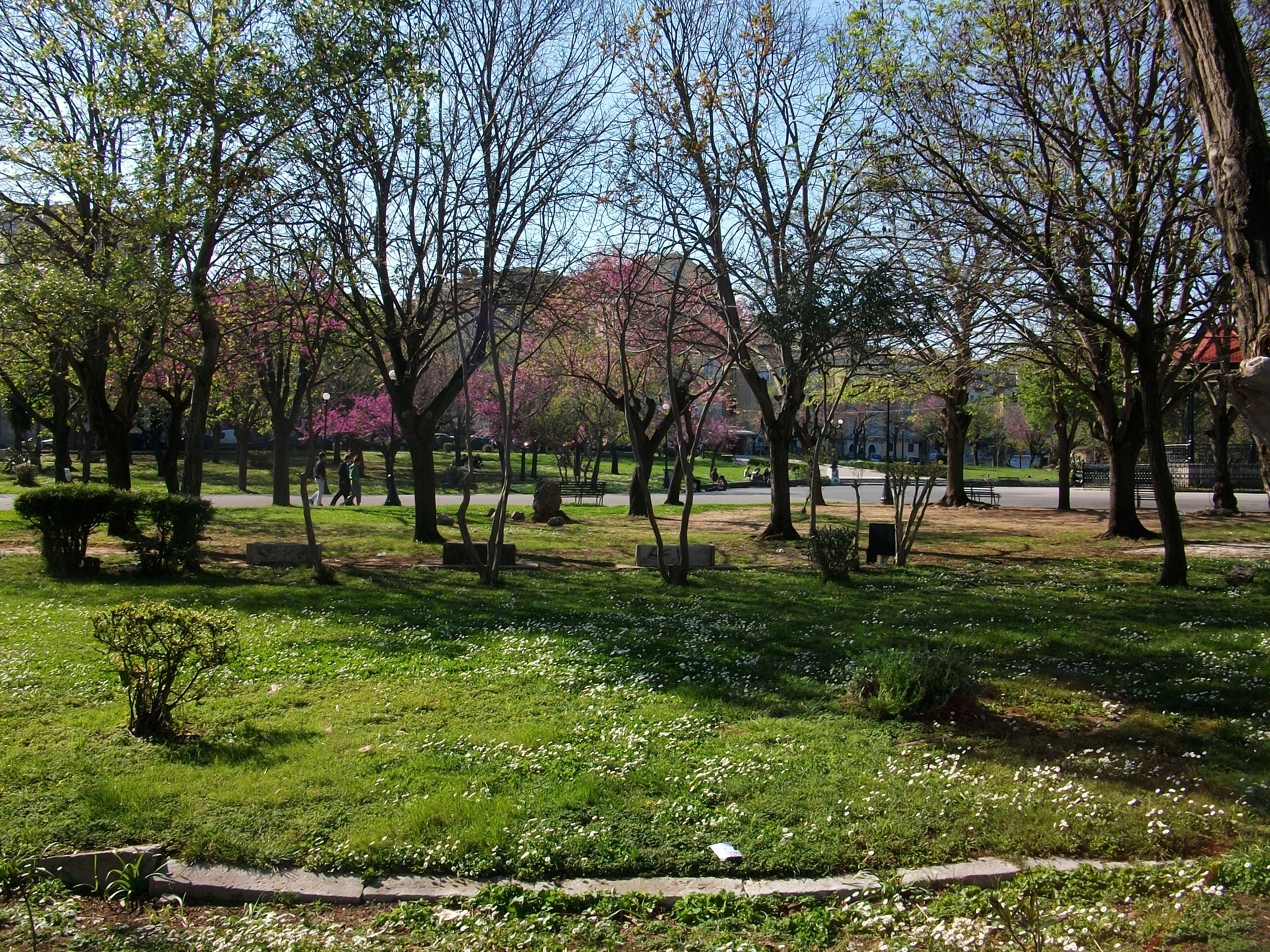
Парк
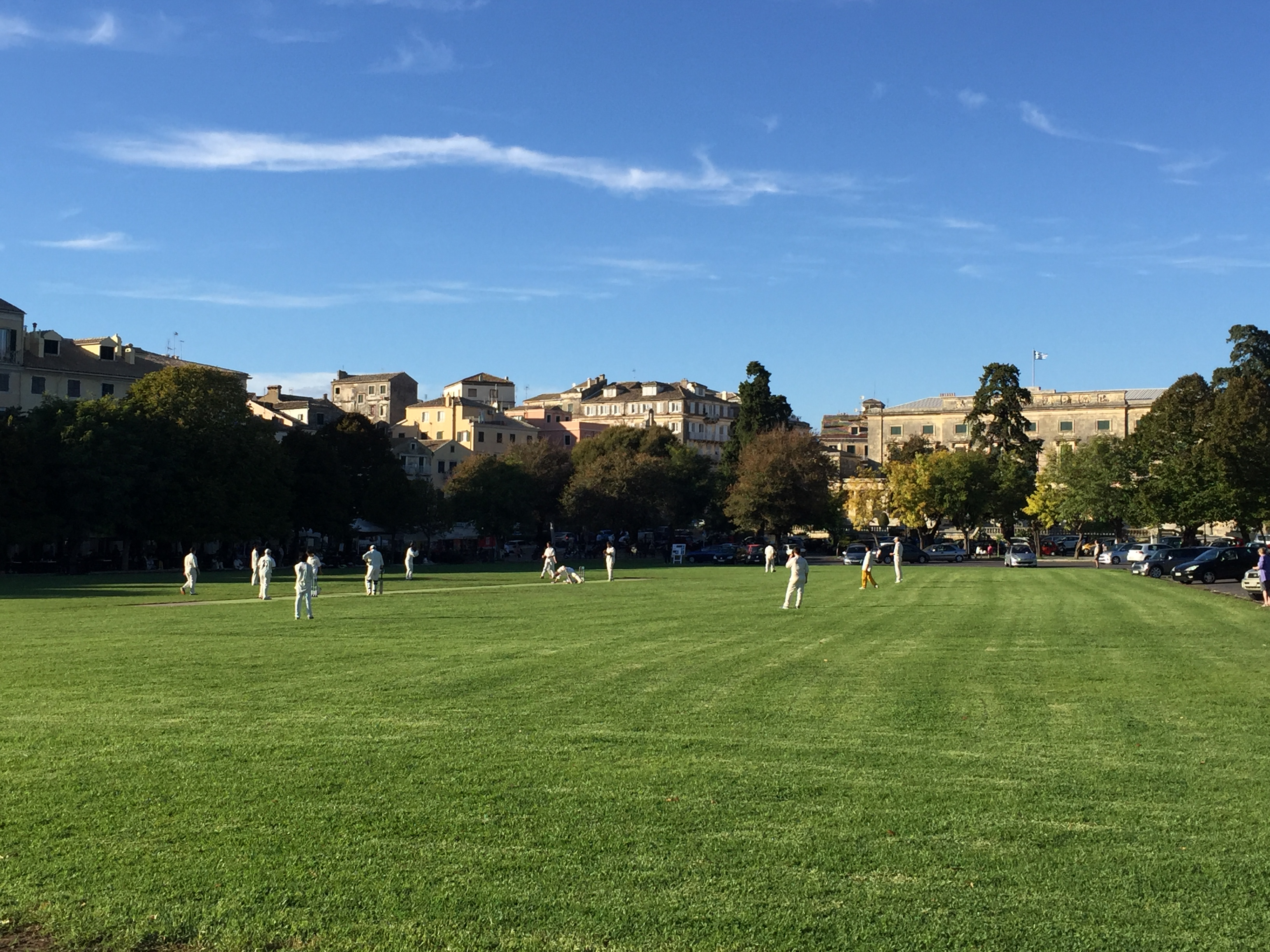
Поле для гри у крикет